# Arhitektura
Arhitektura je znanstvena, tehnična in umetniška disciplina, ki se posveča ustvarjanju okolja, ki je primerno za človeško prebivanje in delovanje ter razmišljanju o vprašanjih, ki so s tem povezana. V svoji teoriji in praksi je zmožna povezati tri temeljna načela, ki jih je pred več kot 2000 leti zapisal že Vitruvij, na način, da lahko kot rezultat tega povezovanja nastane kakovostna prostorska rešitev in kakovostno bivalno okolje. To so načela trdnosti, uporabnosti in lepote. Opredelimo jih lahko tudi kot nosilne elemente arhitekture. Vsi trije elementi so v arhitekturi med seboj neločljivo povezani. Lepota oziroma estetski moment ni okrasni dodatek uporabnega in trdno zgrajenega objekta. Je tisti integralni del zahtev po trdnosti in uporabnosti, ki ju povezuje v neločljivo stavbno in okoljsko enoto, ki jo lahko opredelimo kot kakovostno prostorsko rešitev in kakovostno bivalno okolje. Takšna rešitev oziroma okolje ima tudi izjemen kulturni pomen za družbo in državo.

## Etimologija
Beseda arhitektura izvira iz besede arhitekt, oziroma iz latinske besede architectus, ki izhaja iz stare grščine, ἀρχιτέκτων (arhitekton): ἀρχι- (árhi-) in τέκτων (tékton). Prva izhaja iz glagola ἄρχειν (àrhein), ki pomeni 'biti prvi, biti na začetku, voditi, začeti', druga pa 'tesar, mizar' ali pa bolj generično 'mojster, obrtnik, graditelj'. Sestavljena beseda arhi-tekton torej pomeni 'prvi obrtnik', 'glavni graditelj'. 
Beseda τέκτων izvira iz sanskrta, taksan, in se je prvotno nanašala na tesarstvo oziroma na uporabo sekire. V Iliadi (IL. 5.59) in v Odiseji (OD. 21.43) Homer še govori o tektonu kot tesarju, a kasneje se je pomen besede razširil. Tekton ni pomenilo več samo mizarja ali tesarja ampak bolj splošno, graditelja. V fragmentu št.111 pesnica Sapfo (630-590 pr. n. št.) uporablja besedo tekton na zanimiv način, in sicer tekton postane pesnik. Fragment spada pod skupino verzov z imenom Epitalamia, ki je ime za pesmi, ki so jih Grki peli na porokah. Tekton je del zbora, pesnik, ποιητής (poietes).
Besedi poietes in poiesis sta kasneje dobili dva različna pomena: na eni strani, s Platonom, je poiesis prehod med nebiti in biti in beseda je povezana z jezikom. Je, torej, določena oblika udejanjanja jezika. Z Aristotelom poiesis pomeni produkcija kot izdelava in zadeva torej tehnično področje, je produkt, ki izhaja iz tehne-ja. Na ta dva pomena besede poiesis se navezuje tudi Kenneth Frampton ko pravi, da pri arhitekturi »ne govorimo o mehaničnem razkrivanju konstrukcije, temveč predvsem o potencialno poetični manifestaciji strukture v izvornem grškem smislu poiesis kot dejanja izdelovanja in razkrivanja«.
Sestavljeno besedo arhi-tekton oziroma arhitekt je prvič uporabljal Herodot v svojih Zgodbah (HDT. 3.60.4). Tu beseda arhitekt še ni povezana s stavbarstvom ampak prej z grajenjem. Blizu je današnjemu pomenu besede graditelj. Podobno interpretacijo besede uporablja tudi Vitruvij, ko pravi da je arhitektura dejavnost, ki je sestavljena iz graditeljskih izkušenj, ki pa ji kot nujni sestavni del dodaja teoretske premisleke (nascitur ex fabrica et ratiocinatione, De Arch. I, 1, 1. Prevod F. Košir).

## Načela in zareze arhitekture
Arhitektura je ena tistih dejavnosti, za katere je značilno, da si vedno znova skuša postaviti temeljna načela, ki naj bi jim sledila in jih teoretsko utemeljiti.  
Morda najbolj slavna trojica temeljnih načel je Vitruvijeva trojica trdnost, uporabnost in lepota (Firmitas, Utilitas, Venustas). Vitruvijev traktat se je skozi različne prepise ohranjal in v času renesanse dobil status kanoničnega besedila o arhitekturi. Z njim so se proslavila tudi tri temeljna načela in se ohranila vse do danes kot opora pri opredelitvi arhitekture. Za današnje razmišljanje o arhitekturi pa so pomembne tudi številne druge pojmovne opredelitve arhitekture in njenih temeljnih načel, ki so nastajale skozi zgodovino. Med njimi izstopa delo Leona Battiste Albertija z naslovom O arhitekturi (De re aedificatoria, 1452), ki vzpostavlja kritično stališče do Vitruvija. Pomemben doprinos Albertija je v njegovi opredelitvi arhitekture kot odgovorne dejavnosti za človeštvo, ki deluje po načelu harmonije (Concinnitas). Pomemben premik v arhitekturni misli se je zgodil z Vincenzom Scamozzijem, ki je arhitekturo opredelil kot najvišjo znanost, ki je vodena z razumom in ustvarja red vseh stvari v svetu. V času manierizma in baroka se je arhitekturo razumelo in razlagalo kot eno od umetnosti. V času razsvetljenstva se je arhitekturo prepoznalo kot instrument družbene spremembe. V Franciji je v tistem času nastala vrsta utopičnih zamisli oblikovanja boljše družbe s sredstvi arhitekture. Tu je treba omeniti delo Clauda-Nicolasa Ledouxja, ki je svojo vizijo reforme družbe z arhitekturo posebej prepričljivo razvil v projektu idealnega mesta [null Chaux]. Nemška arhitekturna teorija 18. stoletja je v središče razumevanja vloge in naloge arhitekture postavila kriterij estetskega doživljanja, ki izhaja iz značaja stavbe. Pomemben premik se je zgodil z arhitekturno teorijo Carla Lodolija, ki je opozoril na ključni pomen značaja gradbenih materialov za arhitekturo in povezal estetska vprašanja z etiko, kar je povzeto v njegovem stališču, da resnica arhitekture izhaja iz konstrukcijske logike. Eugéne Viollet-le-Duc je v 19. stoletju kot dobro arhitekturo opredelil tisto, ki je neposredni izraz družbe ter odraža vrednote in načela sodobne civilizacije. Eno izmed temeljnih izhodišč za moderne opredelitve arhitekture je pisanje Karla Friedricha Schinkla. Nanj je imela velik vpliv filozofija nemškega idealizma, predvsem Schopenhauerjevo razmišljanje o arhitekturi. Z uveljavljanjem arhitekturne moderne, kar je bilo povezano tudi z industrijskim razvojem, se v ospredje postavlja načelo »forma sledi funkciji«. Za 20. stoletje so bila značilna različna arhitekturna gibanja (ekspresionizem, konstruktivizem, de stijl, futurizem, racionalizem, itd.) ki so razglašala prekinitev s tradicijo in tako zarisujejo nova načela in pojmovne opredelitve arhitekture v obliki in na način manifestov.  Ena od sodobnih opredelitev arhitekture je, da je kreativna ali miselna praksa. Kot takšna ima heterotopični status. 

Heterotopija (starogrško, hetero - drugačen, topos - kraj) je filozofski pojem, ki ga je v delu O drugih prostorih (1967) utemeljil francoski filozof Michel Foucault[10]. Po Foucaultu pojem heterotopije označuje fizične prostore oz. položaje, ki so v neskončni množici možnih prostorov prepoznani in izpostavljeni kot tisti, ki imajo to nenavadno lastnost, da so v odnosu z vsemi drugimi položaji, vendar na tak način, da suspendirajo, nevtralizirajo ali sprevračajo celoto odnosov, ki so prek njih načrtovani, zrcaljeni ali reflektirani. Ti prostori so nekako v povezavi, pa vendar v protislovju z vsemi drugimi položaji
Pojem heterotopije, kot ga razvije Foucault, je neverjetno blizu pojmu arhitekture kot produkta kreativnega delovanja. Tako blizu, da bi dejansko lahko rekli, da arhitektura pravzaprav je heterotopija. Vsekakor pa lahko rečemo, da je o arhitekturi mogoče podrobneje razmišljati in jo definirati reflektivno, preko filozofskega koncepta heterotopije.
Arhitektura je generirana na osnovi neke ideje, ideja pa je nekaj, kar ni že dano v svetu, je torej nekaj, kar je izven sveta in vendar v njem. V tem smislu bi lahko rekli, da ima utopični značaj, v smislu a-topičnosti, nekega drugega kraja znotraj vseh danih krajev. ideja, ki definira arhitekturo, ni zasnovana na sprejemanju realnosti, temveč realnost reinterpretira in jo novo definira na svoj lasten, inovativen način. Arhitektura posledično, v kontrolirani, generični prostorski mreži določene družbe, ustvarja neke vrste »motnjo«. Je stvaritev kraja, ki je zunaj vseh krajev, a je lokalizabilen.

## Praksa arhitekture

### Arhitekturno projektiranje
Arhitekturno projektiranje je kompleksen proces snovanja in načrtovanja arhitekturnega objekta, ki je lahko stavba, trg, most ali kakšna druga grajena struktura. Proces projektiranja je praviloma timsko delo, ki ga vodi posamezni arhitekt ali skupina arhitektov, v sodelovanju s strokovnjaki drugih strok kot so inženirji gradbeništva in strojnimi inženirji, ki pomagajo s svojimi znanji pri reševanju tehničnih in arhitekturnih problemov. Ker se praksa arhitekturnega projektiranja ukvarja z ustvarjanjem bivalnega okolja, pa ne sodeluje le s tehničnimi disciplinami ampak se opira tudi na dognanja družboslovnih in humanističnih ved, ki obravnavajo potrebe ljudi in družbe. 

Na proces arhitekturnega projektiranja vplivajo najrazličnejši dejavniki in pogoji, od tehnologije gradnje, zahtev naročnikov in uporabnikov do veljavne zakonodaje. Vse te pogoje mora arhitekt upoštevati. Ker je arhitektura ustvarjalna praksa, pa proces projektiranja ne sledi neki vnaprej določeni metodologiji. Obstajajo sicer nekatera pravila projektiranja, ne obstaja pa en sam pravilen pristop k projektiranju. Mnogi arhitekti trdijo da gre za razvijanje metode skozi sam proces projektiranja. 
Projektna naloga služi kot podlaga in izhodišče pri izdelovanju projektov. Na osnovi informacij projektne naloge arhitekt naprej raziskuje kontekst naloge, torej na skupek pogojev, ki jih je treba pri projektiranju upoštevati, če želimo razviti kakovostno arhitekturno rešitev. Naslednja faza projektiranja je analiza zbranih informacij. Pri tem arhitekt tudi že opredeli osrednji arhitekturni problem, na katerega bo skušal s svojo rešitvijo, kot je denimo stavba, odgovoriti. Pri analizi konteksta in iskanju rešitve je pomemben pristop tako imenovano vizualno razmišljanje, ki ga lahko opišemo kot reševanje odprtih vprašanj projekta skozi vizualizacijo analitičnih kot tudi sintetičnih korakov ali potez projektiranja. Projektant na ta način predstavi vprašanja in rešitve posamezne naloge v obliki skic, risb (na papirju ali računalniku), kolažev, arhitekturnih maket, ipd. Prehod od analize in oblikovanja vprašanj k oblikovanju odgovorov na zastavljena vprašanja se zgodi na način kreativne sinteze, za katero pa ne obstaja nobeno vnaprej določeno pravilo.
V Sloveniji arhitekti projektanti največkrat delujejo samostojno ali v obliki arhitekturnih birojev oziroma podjetij. Arhitekturno podjetje zaposluje strokovno in tehnično osebje. Organizacija birojev se razlikuje glede na število zaposlenih in obseg dela. Vertikalna organizacija z jasno izraženo hierarhijo zaposlenih je običajna pri velikih birojih z velikim številom zaposlenih. Horizontalna organizacija je pogosta pri manjših birojih in je v številnih ozirih primernejša za delo, saj so zaposleni vključeni v vse faze projektiranja kar lahko prispeva k večji kakovosti izdelanih projektov. V zadnjem času pa se pojavlja tudi organizacija dela na način  alternativnih praks. Gre za prakse, kjer se skupine arhitektov samoorganizirajo in delujejo na lokalni ravni, se neposredno ukvarjajo z lokalnimi problemi v lokalni situaciji, največkrat na način participacije z namenom čim bolj učinkovito izboljšati življenjske in socialne pogoje lokalnega prebivalstva. Alternativne prakse v zadnjih letih dobivajo večji pomen in se razvijajo v različnih novih razsežnostih. Skozi primere takih praks imamo priložnost razumeti arhitekturo izven ustaljenih okvirjev in kot prakso, katere sestavni del predstavljajo bivanjsko-družbeno-umetnostna vprašanja.

### Arhitekturna teorija
Pomen arhitekturne teorije in njenega odnosa do prakse projektiranja se je skozi zgodovino spreminjal. Pri opredelitvi pojma arhitekturne teorije si lahko pomagamo z etimologijo besede teorija: beseda teorija izvira iz latinske besede theoria, ki izvira iz grške besede theoros (θεωρός) - opazovalec; osnova besedi theoros je beseda theasthai (θεασθαι) - pogled na, premišljevati, preudarjati, kontemplirati.
Uhojeno razumevanje odnosa med teorijo in prakso je, da je na eni strani teorija kot sistem abstraktnih teoretičnih načel, na drugi strani pa je praksa kot uresničevanje teh načel. To razumevanje se je v arhitekturi uveljavilo v sedemnajstem stoletju. Teorijo se je začelo razlagati kot "tisto področje umetnosti ali tehnično disciplino, ki obstaja v obliki vednosti, skupka načel ali metod, in se razlikuje od arhitekturne prakse". Danes se uveljavlja razumevanje, da je arhitekturna teorija sestavni del same prakse arhitekture. Ena od opornih točk tega razumevanja je delo Michela Foucaulta, v skladu s katerim teorija ne služi aplikaciji v praksi, ampak je praksa.. Sodobna arhitekturna teorija se v svojih razvijanjih opira na (sodobno) filozofijo. Pri tem pogosto povzema miselne sisteme izbranih filozofskih disciplin ter jih prevaja v sebi lasten jezik. Fredric Jameson to imenuje transkodiranje, kar lahko na kratko opišemo kot izumljanje nove skupine izrazov (novega jezika), ki nam omogoča, da povežemo dve med seboj različni stvari ali dve različni ravni strukturne resničnosti – kot sta filozofija in arhitektura –  na način, ki omogoča, da izražata in razlagata ena drugo. Sodobno teorijo arhitekture opredeli Michael Hays kot prakso posredovanja (mediacije), ki je v svoji najširši obliki ustvarjanje odnosov med formalnimi analizami arhitekturnega dela in njegove socialne podlage ali konteksta; na način, ki pokaže, da ima arhitekturno delo avtonomno moč, s katero zanika, spreminja, ustvarja, nadomešča ali poustvarja ta kontekst.

### Zgodovina arhitekture
Arhitekturna zgodovina je veda, ki se ukvarja s preučevanjem preteklih dogajanj na področju arhitekture, ter izpostavlja tiste vidike, probleme in vprašanja preteklih obdobij, ki so aktualna in pomembna za arhitekturo tudi v njeni vsakokratni sedanjosti. 
Na takšen način opredeli arhitekturno zgodovino arhitekt in arhitekturni zgodovinar Anthony Vidler. V svoji študiji zgodovine moderne arhitekture pokaže, da sta od renesanse do sredine 19. stoletja projektiranje in arhitekturna zgodovina bili neločljivo povezani področji delovanja. Arhitekti so razumeli in obravnavali zgodovino preprosto kot »gradivo« za prakso projektiranja in so tudi sami pisali zgodovinske študije arhitekture. Sprememba se je zgodila ob koncu 19. stoletja, ko se je umetnostna zgodovina oblikovala kot posebna akademska disciplina. Nekateri umetnostni zgodovinarji so se začeli podrobneje ukvarjati z zgodovino arhitekture, med katerimi so za arhitekturo posebej vplivni Paul Frankl, August Schmarsow, idr. Ob prelomu stoletja se začne uveljavljati tudi profil profesionalnega arhitekturnega zgodovinarja in arhitekturna zgodovina zlagoma razvija sebi lastne metode, odpira probleme, ki so lastni arhitekturi in razvija nek specifični pristop. Med arhitekturnimi zgodovinarji 20. stoletja so bili posebej vplivni Emil Kaufmann, Nikolaus Pevsner, Siegfried Giedion, v 2. polovici 20. stoletja pa Manfredo Tafuri, Colin Rowe in Reyner Banham.  

## Arhitekturna izhodišča

### Arhitekturni kontekst
lat. contextus: združen, spojen skupaj, strukturiran; contextere: stkati, splesti, združiti.
V arhitekturnem besednjaku se je beseda kontekst uveljavila v sredini šestdesetih let 20. stoletja, sočasno s pričetkom polemične debate v stroki, ki je kritično obravnavala modernizem. Gre za enega temeljnih pojmov arhitekturne teorije in prakse in nadomešča nekatere prej uporabljane termine, na primer okolje, okolica, ozadje, ...
Temeljna ugotovitev, nujna za razumevanje in načrtovanje arhitekture in obstoječa tudi v ostalih umetniških panogah je, da arhitekturno delo vedno nastaja znotraj konkretnega okolja oz. konteksta. Opredelimo ga lahko kot kompleksen sestav različnih prostorsko-časovnih, socialno-ekonomskih dejavnikov in drugih vplivov. Konkretneje, le-ti rangirajo od družbenega, političnega, kulturnega, zgodovinskega, ekonomskega ozadja, v katerem je neko delo realizirano, kot tudi do bolj eksplicitnih elementov okolja: klima, topografija, stavbno tkivo, osi prostora, ... Kljub občasnim tendencam v stroki, da bi kontekst na različne načine delili (denimo na fizični kontekst in družbeni kontekst), gre za vseobsežno situacijo, ki obsega vse plasti trenutne resničnosti. Pri tem je nujno zavedanje, da je lokalni kontekst vedno le fragment globalnega in sam zase ne obstaja: konteksti so detajli globalnega konteksta, razumljivi so samo z ozirom na to.
Vsako arhitekturno delo je torej neločljivo povezano s prostorom in časom, v katerih nastaja, kontekst pa je skupek pogojev, ki vplivajo na proces projektiranja arhitekture. Razumevanje le-teh je za načrtovanje arhitekture bistveno, kar je moč doseči s poglobljeno analizo lokalnega in globalnega konteksta. Prav zaradi tega medsebojnega odnosa so za snovanje arhitekture nujno potrebne predhodne analize določenega sistema v določenem stanju. Preden v prostor posegamo, moramo razbrati, kaj je tam že prisotno, kaj tam že obstaja, da lahko v njem razvijemo arhitekturno rešitev. Kontekst je najpomembnejši izhodiščni material za koncept arhitekturnega dela: na podlagi konteksta arhitekt razvije arhitekturni koncept ali idejo.
Kontekst torej nujno vpliva na arhitekturno delo, velja pa tudi obratno, arhitektura vpliva na kontekst, ga dopolnjuje in spreminja. Ker sta tako arhitektura in prostor, v katerem se ta pojavi, neločljiva in ključno povezana, je tako arhitektura ne samo znanje razbiranja konteksta ampak tudi njegova fizična transformacija. Vsaka arhitekturna rešitev je tako specifična za določen prostor in posledično neponovljiva kjerkoli drugje. Naloga arhitekture je kontekst poskusiti kritično razumeti in nanj odgovoriti, vanj poseči. Redefinicija konteksta s strani arhitekture je najbolje vidna na fizični ravni, kot poseg v urbano, kulturno ali naravno krajino, vendar arhitektura lahko spreminja tudi socialno-ekonomski kontekst, kot je bilo denimo očitno v primeru Guggenheimovega muzeja v španskem Bilbau.
V začetku osemdesetih let dvajsetega stoletja se je začel pojavljati kritični regionalizem. Prva sta takrat izraz opredelila Alexander Tzonis in Liane Lefaivre in le malo za njima je o njem začel pisati Kenneth Frampton. Arhitektura kritičnega regionalizma v svoji zasnovi upošteva lokalne, naravne, kulturne in zgodovinske aspekte in jih jemlje kot ključna izhodišča za zasnovo.

### Arhitekturni koncept
Izraz koncept se v arhitekturnem projektiranju, teoriji in zgodovini uporablja kot ime za osnovni zaris neke arhitekturne rešitve, kot je stavba, ki je lastna zgolj tej rešitvi in jo tako loči od vseh drugih, jo dela neponovljivo. Arhitekturni koncept je vedno odgovor na prostorska in časovna določila, ki so specifična za vsak posamični projekt ali nalogo. V procesu arhitekturnega snovanja je koncept dostikrat interpretacija posameznega ali kombinacije več dejavnikov kot so pot skozi stavbo, raba materiala, svetlobe, pogleda, volumnov ipd.
Arhitekturni teoretik Sanford Kwinter v svojem besedilu Concepts: The architecture of hope opredeli arhitekturni koncept kot sistem idej, na podlagi katerih je oblikovan posamezni grajeni prostor in zaradi katerega je ta prostor hkrati ločen od ostalega prostora sveta in umeščen v svet. Koncept je tisto, zaradi česar se ob srečanju uporabnika arhitekture s stavbo, ki je arhitektura, lahko zgodi transformacija tako enega kot drugega. Kwinter arhitekturne koncepte zaradi njihove potencialne transformativne zmožnosti imenuje arhitektura upanja.

### Arhitekturni program
Izraz program se v arhitekturnem žargonu nanaša na predvideno namensko rabo prostora (npr. stanovanjski, pisarniški, hibridni program). Določen program običajno bolj ali manj strogo opredeljuje nekatere pogoje, ki naj jim načrtovani prostor zadosti, da bi se v njem predvidene dejavnosti lahko optimalno izvajale. Ti dejavniki so poleg nespremenljivih kriterijev dostopnosti, vezanosti na človeško merilo in elementov bivanjskega ugodja vezani tudi na vsakokratni čas in družbo. Uporabniki do določene mere pričakujemo, v kakšnem prostoru se odvija določen program, odmiki od takšnega ustaljenega reda pa lahko privedejo do zmede ter neugodja. Arhitekt ima tako možnost, da s snovanjem prostora opredeli svoje stališče do dejavnosti, ki so zajete v programu: lahko jih spodbuja, zgolj omogoča ali prevprašuje. 

### Vključevanje uporabnikov v projektiranje

#### Participacija
Pojem participacije v okviru arhitekturne stroke pomeni vključevanje in sodelovanje obče družbe v procesih prostorskega načrtovanja. Njen cilj in hkrati operativno orodje je vzpostavitev komunikacije med arhitekturno stroko, politiko in javnostjo.
Potreba po vključevanju javnosti v načrtovalske procese se je postavila v ospredje v 1950-ih in 1960-ih letih dvajsetega stoletja kot odgovor na krizo poznega modernizma. Ta je bila odraz tendence v arhitekturi, da se v imenu tehnološkega napredka in hitrega družbenega razvoja postavi potrebe človeka na drugo mesto, da se ga obravnava kot stroj, se ga objektivira.
Prostorsko načrtovanje sledi željam in potrebam tistih, na katere prostorski posegi posredno in/ali neposredno vplivajo. Vključevanje uporabnikov v proces načrtovanja in upoštevanje njihovih predlogov ima različne pozitivne učinke kot je zavedanje In spoštovanje kulturnih vrednot kot tudi zadovoljevanje posameznikovih potreb po samoizražanju.
Govorimo lahko o dveh kategorijah participacije javnosti: o formalnih in o neformalnih oblikah. Pri formalnih gre predvsem za tiste oblike participacije, ki so večinoma zakonodajno opredeljene kot obvezujoče ali priporočene. Pri neformalnih oblikah pa se večkrat srečujemo s fleksibilnimi in inovativnimi načini participacije. Gre za specifične oblike programov, ki se razlikujejo od primera do primera (shodi, protesti, okrogle mize...) Neformalne in formalne oblike sodelovanja se lahko med seboj dopolnjujejo in so v medsebojni povezavi učinkovito sredstvo za dolgoročno reševanje prostorskih vprašanj.
Za participatorno načrtovanje v arhitekturi je ključno vključevanje uporabnikov od začetka do konca procesa (od projektiranja do izvedbe), pri čemer je bistven prehod iz enosmernega procesa v kontinuiran dialog, ki se nadaljuje tudi po sami izgradnji objekta (transformacije, adaptacije). Poleg dobre komunikacije je za uspešnost sodelovanja nujno tudi to, da se odvija v realnem času. To pomeni, da se v vmesnem času (med projektiranjem in izgradnjo) ne spreminja zakonodaje oz. projekt ne zastari.

### Material in konstrukcija
Osnovna načina gradnje sta masivna in skeletna gradnja. Razvila sta se v pradavnini, poleg čistih oblik pa najdemo pogosto pri enem samem arhitekturnem objektu tudi povezovanje obeh. Kot poseben način gradnje, ki se je razvil v zadnjih desetletjih in ga je omogočila sodobna tehnologija, omenimo še sestavljalni način. Pri masivni gradnji gre za zidavo s čvrstimi, povečini malo razčlenjenimi arhitekturnimi elementi in zid, ki zamejuje prostor, je hkrati tudi nosilna struktura. Odprtin je malo, videti so, kot bi bile izrezane iz zidu, stavbe so pogosto videti trdnjavsko zaprte; iz zunanje podobe ne izvemo ničesar o volumnu in obliki notranjega prostora. Pri skeletni gradnji je dosežena trdnost strukture z uravnoteženjem vertikalnih in horizontalnih prvin (npr. kozolec), ki prevzamejo obremenitev in so konstruktivni elementi. Notranji prostor je lahko svobodno oblikovan (predelne stene ne prevzamejo obremenitev) in tudi zunanje stene so lahko iz materialov, ki nimajo nosilne vloge (stekla, aluminija ipd.).
Razvoj gradbenih materialov in spremembe v arhitekturi so v veliki meri povezane. Novi materiali arhitekturi odpirajo nove možnosti in arhitektura v svojem iskanju novih oblik odkriva nove možnosti uporabe materialov. Materiali torej vplivajo na arhitekturo, dobra arhitektura pa lahko materialom nadene dodatno vrednost, jih oplemeniti. To se zgodi preko konstruiranja, sestavljanja, zlaganja skupaj. Če je to konstruiranje uspešno, potem dobimo arhitekturo. To lahko ponazorimo s primerom opeke. Ena sama opeka je zgolj material. Ko pa opeke premišljeno zložimo skupaj, skozi ritmično ponavljanje istega elementa v izbranem zaporedju, pa iz gradbenega materiala nastane arhitektura.
Novi materiali omogočajo razvoj novih tipov konstrukcij, kar pa je velikokrat pomenilo tudi novo poglavje v arhitekturni zgodovini.

### Sodobni pristopi k projektiranju

#### Nevroznanost v arhitekturi
Nevroznanost se ukvarja z znanstvenim raziskovanjem živčnega sistema. Nevroznanost v arhitekturi se ukvarja s preučevanjem vpliva grajenega in bivalnega okolja na človeka ter njegovih nevrofizioloških reakcij na okolje. Za nevroznanost v arhitekturi so zanimive tudi raziskave kreativnih procesov v možganih, saj je arhitektura kreativna praksa, njeno konstruiranje pa kreativni proces. 
Izsledke raziskav nevroznanosti lahko uporabimo pri snovanju stavb in drugih grajenih struktur, da bi oblikovali primernejše okolje za bivanje in delo. Primer takšnih raziskav so preučevanje vpliva dnevne svetlobe na učenje in študij; okolja na produktivnost; razporeditve predmetov in zasnove prostorov na zdravljenje ipd.
Nastavki za to, kar kasneje proučuje nevroznanost, se na področju bivalnega prostora in arhitekture pojavljajo že v filozofiji 19. stoletja, posebej v teorijah estetike, ter nadalje v različnih družboslovnih in vedenjskih študijah. Znanstveni dokazi za potrditev teorij, ki so se razvijale v prejšnjih stoletjih, se razvijajo šele zadnje četrt stoletje. 

#### Digitalna tehnologija v projektiranju
Današnje projektiranje se v veliki meri odvija digitalno, s pomočjo računalniških programov. Še vedno so najpogosteje uporabljani CAD programi (Computer Aided Design), vedno bolj pa v ospredje prihaja projektiranje s pomočjo BIM orodij (Building Information Model). Sodobna digitalna tehnologija v projektiranju odpira različne nove možnosti, kot so aktivno načrtovanje s simulacijami naravnega in grajenega okolja ter uporabnikov v njem s pomočjo matematičnih modelov in pa laserske in zvočne načine merjenja prostora ter orodja za prikazovanje virtualne in obogatene resničnosti.